# Ville-Marie (Québec)
Ville-Marie ist eine Kleinstadt am Südufer des Lac Témiscamingue in Québec, der größten Provinz Kanadas. Sie gehört zur regionalen Grafschaftsgemeinde (municipalité régionale de comté) Témiscamingue.

## Sehenswürdigkeiten
- Maison du Frère-Moffet, ältestes Gebäude von Ville-Marie

## In Ville-Marie geboren
- Gilles Loiselle (1929–2022), Politiker
- Sacha Guimond (* 1991), Eishockeyspieler